# Azanid
En azanid är en kemisk förening som är ett metallerat derivat av ammoniak eller en amin, med den generella formeln R2NM. Denna funktionalitet kallas även amid, men har inte mycket med andra amider att göra. Några vanliga azanider är litiumdiisopropylamid, litiumamid, natriumamid och kaliumamid.